# Accumulateur lithium-titanate
La Super Charge Ion Battery, ou SCiB, ou Accumulateur lithium-titanate, est un accumulateur électrique développée par Toshiba. La SCiB est proche des accumulateurs lithium-ion « standards » des outils informatiques portables (téléphones, ordinateurs etc.) avec cependant des atouts :
- Durée de vie : 10 ans[1]
- Nombre de cycles de charge/décharge : 6 000 (soit 10 fois plus que pour les batteries « standards »)
- Vitesse de rechargement : neuf fois plus vite qu'une batterie lithium-ion (c'est son atout principal)
- Plus de sécurité que les batteries lithium-ion
- Moins de difficultés à contrôler électroniquement (charge, maintien en charge, capacité à débiter du courant)

Mais avec un inconvénient : 
- Trois fois moins de capacité à poids égal qu'une batterie lithium-ion

## Historique
- 2005 : Toshiba publie le principe de la SCiB
- 2008 : entrée en service d'une première usine de production (150 000 unités/mois)
- 2009 : Toshiba projette une nouvelle usine pour 2011 (production espérée : 500 000 unités par mois)

## Caractéristiques techniques
- Anode : Lithium-titanate
- Cathode : Matériau à électrode négative
- Stabilité thermique (chauffe peu)
- Point éclair élevé (peu de courts-circuits)
- Structure interne résistante aux courts-circuits
- Faibles risques de combustion/rupture
- 10 % de perte de capacité obtenue au bout de 3000 cycles décharge/Charge rapide.
- Cycle de vie > 6000 charges/décharges (cycle de vie = perte de capacité inférieure à 20 %)
- Charge très rapide (90 % atteints en 5-10 min)
- Plage de température de fonctionnement de -30 °C à 60 °C
- Tension d'une cellule SCiB : 2,4 V
- Densité : 1,48
- Densité énergétique : env. 50 Wh/kg
- Densité de puissance : env. 3 kW/kg
- Usage de produits polluants réduits

### Charge rapide
La charge rapide n'est pas une caractéristique directe de la batterie. Ce sont tous ses éléments de robustesse (stabilité thermique, point éclair élevé, structure interne résistante aux courts-circuits) qui permettent d'utiliser des courants plus forts que pour des batteries lithium-ion sans risques d'explosion. On peut ainsi gagner jusqu'à 90 % du temps de charge par rapport à ces dernières.